# Produto núcleo
O produto núcleo, em Marketing, é a parte do produto que será efetivamente utilizada pelo cliente
.

## Necessidade do cliente
O conceito de produto núcleo adquire conotação subjetiva sobre o produto ou serviço que o cliente está adquirindo. A procura por um produto está diretamente relacionada com a necessidade que o cliente precisa suprir, daí a demanda por um produto físico ou serviço. Dessa forma, o cliente precisa relacionar a sua necessidade por lazer, saúde ou alimentação, aos produtos tangíveis oferecidos no mercado. Por exemplo: refeições (alimentação), cadeira-de-rodas (saúde) e pacotes de viagens (lazer).
Assim, o produto núcleo está ligado diretamente à necessidade comportamental do cliente, seja essa necessidade por:
- Saúde
- Educação
- Lazer, entre outros